# Národné biatlonové centrum Osrblie
Koordinaten: 48° 45′ 20,7″ N, 19° 31′ 5,3″ O
Das Národné biatlonové centrum (deutsch: Nationales Biathlonzentrum) in Osrblie (Slowakei) ist eine der kleinsten Biathlonanlagen der Welt.

## Geschichte
Das um 1980 erbaute Biathlon- und Skilanglaufstadion ist seit der Eröffnung 1981 fast jedes Jahr im IBU-Cup (ehemals Europacup) oder auch seltener im Biathlon-Weltcup. Osrblie richtete in der Zeit mehrfach Großereignisse aus, darunter die Biathlon-WM 1997, die Junioren-WM 1994 oder die Sommerbiathlon-Weltmeisterschaften 1998 und 2004. Der Biathlon-Weltcup 2009/2010 fiel aufgrund von Finanzierungsproblemen aus und wurde nach Pokljuka (Slowenien) verlegt. Nächste internationale Meisterschaften wurden die Biathlon-Europameisterschaften 2012.

## Strecke
Die Biathlon- und Langlaufstrecke (600 Meter) kann man in 6 Variationen einordnen.

## Wichtige Veranstaltungen
(Weltmeisterschaften und Europameisterschaften sind hervorgehoben)
- 1991: Biathlon-Europacup
- 1992: Biathlon-Europacup
- 1993: Absage der Biathlon-EM 1993 (wegen Schneemangel)
- 1993: Biathlon-Europacup
- 1994: Junioren-WM 1994
- 1995: Biathlon-Europacup
- 1996: Biathlon-Weltcup
- 1997: Biathlon-WM 1997
- 1998: Biathlon-Europacup
- 1998: Sommer-Biathlon-WM 1998
- 1998: Biathlon-Weltcup
- 2001: Biathlon-Weltcup
- 2002: Biathlon-Weltcup
- 2003: Biathlon-Weltcup
- 2004: Sommer-Biathlon-WM 2004
- 2005: Biathlon-Weltcup
- 2008: Biathlon-Europacup
- 2009: Biathlon-IBU-Cup (ehemals Europacup)
- 2012: Biathlon-EM 2012
- 2017: Junioren-WM 2017
- 2019: Junioren-WM 2019